# Statul Darfur de Vest
Statul (vilaietul) Darfur de Vest (Gharb Darfur) este una dintre cele 17 unități administrativ-teritoriale de gradul I ale Sudanului. Reședința sa este orașul Al-Junaynah (Geneina).

## Fenomen natural
Un capriciu interesant al naturii într-un pustiu din Gharb Darfur: relief de forma unor buze roșii, cu lungimea de 1 km. Este un deal cu o creastă dreaptă și ascuțită. Coordonate: 12°22'13.3"N 23°19'20.2"E (12.370367, 23.322272).